# Глинка, Мирослав
Мирослав Глинка (словац. Miroslav Hlinka; 31 августа 1972 или 30 августа 1972, Тренчин, Западно-Словацкий край — 14 сентября 2014, Банска-Бистрица) — чехословацкий, чешский и словацкий хоккеист, игравший на позиции центрального нападающего. Воспитанник тренчинской «Дуклы». Имел чешское гражданство. В 2014 году завершил карьеру игрока. В начале сезона 2014/15 стал помощником главного тренера в клубе «Банска-Бистрица».

## Карьера

### Клубная
Выступал за «Дукла» (Тренчин), «Спарта» (Прага), «Йокерит» (Хельсинки), «Слован» (Братислава), ХК «Карловы Вары», МоДо, «Динамо» (Москва), ХК «Злин», ХК «Жилина», ХК «Пардубице», ХК «Хомутов».

### Международная
В составе национальной сборной Чехии провел 9 матчей в сезоне 1998/99, забросив в общей сложности 2 шайбы. В составе национальной сборной Словакии провел 82 матча (14 голов); участник чемпионатов мира 2000, 2001, 2002, 2003, участник Кубка мира 2004.

## Награды и достижения
- Медаль Президента Словацкой Республики (14 мая 2003 года)[2]
- Крест Президента Словацкой Республики I степени (15 мая 2002 года)[3]
- Чемпион мира (2002)
- Серебряный призёр (2000)
- Бронзовый призёр (2003)
- Чемпион Чехословакии (1992)
- Чемпион Словакии (1994, 2000)
- Бронзовый призёр (2011)
- Чемпион Чехии (2004)
- Серебряный призёр (2007)
- Бронзовый призёр (1996, 1997)
- Серебряный призёр чемпионата Финляндии (2000)
- Серебряный призёр чемпионата Швеции (2002)

## Тренерская карьера
До своей смерти (самоубийство) он работал в качестве помощника главного тренера в ХК «Банска Быстрица» в Словацкой Экстралиге. Глава хоккейного клуба Михал Лонгаэур положительно оценивал работу Глинки и полагал, что с профессиональной точки зрения у него не было проблем.

## Смерть
14 сентября 2014 года 42-летний Мирослав Глинка был найден повешенным на балконе отеля в городе Банска-Бистрица. Одна из версий самоубийства из-за разрыва с женой. У Глинки осталось жена и двое детей — сын Михаил и дочь Ванесса..

## Личная жизнь
Его отец профессиональный хоккеист, выступал за «Дуклу». Двоюродный брат Мирослава Глинки — Ярослав, также профессиональный хоккеист.